# Biskop Valdemar
Biskop Valdemar (eller Valdemar Knudsen) (født i 1158, død i 1236) var frillesøn af kong Knud 5., og biskop i Slesvig mellem 1184 og 1191, hvor han flygtede til Sverige efter uoverensstemmelser med den senere Valdemar 2. Sejr om magten i hertugdømmet.
Forsøgte i 1192 med en flåde på 35 skibe at erobre kongemagten i Danmark, men bliver hurtigt taget til fange og sad fængslet på Søborg Slot 1192-1206.
Han blev mod pavens vilje ærkebiskop i Bremen, hvor han i flere perioder var bandlyst.

## Liv og gerning
Valdemar Knudsen var søn af kong Knud Magnussen og fødtes først efter faderens død (1158). Han voksede op ved Valdemar den Stores hof, og som yngling sendtes han til Paris for at studere, men allerede i 1179 blev han - trods sine unge alder: 21 år - biskop Frederiks efterfølger på Slesvigs bispestol; bispevielsen opnåede han dog først 8 år efter. Valdemar viste sig snart som en ivrig kirkens tjener, der under sit ophold i Frankrig var bleven stærkt påvirket af den fra Citeaux udgående reformbevægelse: han grundlagde i sit stift et nyt Cistercienserkloster (Guldholm, senere Ryd), og det lykkedes ham at gennemføre bispetienden. Også styrelsen af hertugdømmet Sønderjylland var under den unge hertug Valdemars mindreårighed overladt Valdemar, men 1187 blev hertugen myndig, og kort efter fik også Valdemar bispevielsen.

### En fjende af Danmark
I begyndelsen enedes de to Valdemarer; hertugen og biskoppen, men allerede 1191 kom det til strid mellem dem. Hertug Valdemar beslaglagde en del af Biskop Valdemars gods, og denne indlod sig i forræderiske forbindelser med Danmarks fjender, navnlig den tyske kejser, Henrik d. 6., grev Adolf af Holsten og kongerne af Sverige og Norge. Snart flygtede Biskop Valdemar ud af landet, men vendte dog tilbage i 1192 med en fremmed hjælpehær og 35 langskibe, der landede i Nordjylland. Her udråbte Biskop Valdemar sig som konge af Danmark, men kort derefter blev han slået af hertug Valdemar og måtte overgive sig til ham den 8. juli 1192.
I de følgende 14 år sad Valdemar nu i Søborg fangetårn. Dette var i skarp modstrid med kirkeretten, og paven nedlagde derfor også heftige indsigelser, men den danske præstestand med Absalon i spidsen stod fast på kongens side, og pave Celestin III lod da sagen falde. Først nogle år efter, at hans efterfølger Innocens III indtrængende havde anmodet om Valdemars løsladelse, slap denne ud af fængslet i 1206 og drog til Rom for at tale sin sag for paven.

### Ærkebisp i Bremen
Endnu inden, at dommen var falden, blev han dog på foranledning af den staufiske konge Filip valgt til ærkebisp af Bremen, og da han ikke kunne opnå pavelig stadfæstelse, flygtede han fra Rom og holdt sit indtog i Bremen i 1207. Paven bandlyste straks Valdemar, og i Hamborg, hvor den danske konge havde magten, blev han aldrig anerkendt. Efter nogle års forløb faldt endog Bremens kanniker atter fra Valdemar og valgte sammen med kapitelet i Hamborg på retmæssig vis en ærkebisp, der fik pavens stadfæstelse. Valdemar drog da atter til Rom og opnåede virkelig Pavens tilgivelse, men kun for året efter atter at tilrive sig magten i Bremen, denne gang i nøje tilslutning til kejser Otto 4., der efterhånden var bleven kong Valdemars fjende, og her holdt han sig som lovløs magthaver i adskillige år, men omsider måtte han vige og flakkede nu rundt i Nordtyskland for endelig i 1219 at søge tilflugt i Cistercienserklosteret Lokkum i Sachsen. Da kong Valdemar var bleven tagen til fange 1223, brød Valdemar dog atter ud af klosteret og samlede en skare om sig, hvormed han faldt ind i Holsten i 1224, men Albert af Orlamünde drev ham hurtig på flugt, og hermed var hans rolle udspillet; kun på afstand var det ham forundt at glæde sig ved sin navnefrændes nederlag. Sine fire sidste år levede han i Citeaux og døde først 1236.